# Урочище «Смордва»
Уро́чище «Смордва́» — заповідне урочище (лісове) в Україні. Розташоване в межах Дубенського району Рівненської області, на південь від села Смордва. 
Площа 5 га. Статус надано згідно з рішенням облвиконкому від 18.06.1991 року № 98 (зміни згідно з рішенням облради від 18.12.2009 року № 1438). Перебуває у віданні ДП «Млинівський лісгосп» (Вовковиївське л-во, кв. 55, вид. 2, 3, 5). 
Статус надано для збереження ділянки мішаного лісу, де зростають рідкісні рослини, зокрема підсніжник. 